# Joseph d'Autriche
Joseph de Habsbourg-Lorraine, archiduc d'Autriche, prince de Bohême et de Hongrie (Vienne, 9 avril 1799 – Vienne, 30 juin 1807) est un membre  de la Maison impériale d'Autriche, second fils de l'empereur François II du Saint-Empire et de Marie-Thérèse de Bourbon-Naples. Second dans l'ordre de succession au trône impérial dès sa naissance, il meurt à l'âge de 8 ans.

## Biographie
L'archiduc Joseph est né au palais impérial de la Hofburg, où tous ses frères et sœurs sont nés. L'archiduc est un enfant vif et l'un des préférés de ses parents. En 1802 naît un petit frère, François-Charles d'Autriche.
En 1805, les armées napoléoniennes pénètrent en Autriche et investissent Vienne. La famille impériale se réfugie en Hongrie sauf la fille aînée des souverains, souffrante, qui ne peut se déplacer. Des émissaires signalent la présence de la princesse dans la ville et l'empereur des Français détournent les tirs de ses canons sans savoir qu'il épargne sa future épouse. Napoléon dort au palais de Schönbrunn.
Sa mère, l'impératrice Marie-Thérèse, meurt en avril 1807 après avoir donné naissance à une fille, Amélie, elle-même décédée quelques jours plus-tard.
Un mois seulement après le décès de l'impératrice, l'archiduc, âgé de 8 ans, est atteint par la fièvre jaune. Il meurt au palais de la Hofburg le 30 juin 1807, à l'âge de 8 ans. 
La dépouille de l'enfant rejoint celles de ses ancêtres dans la crypte de l'Église des Capucins à Vienne.